# 레볼루션 (드라마)

레볼루션(Revolution)은 2012년 9월 17일부터 2014년 5월 21일까지 NBC에서 방영한 드라마이다.

## 캐스트
- 빌리 버크 - Miles Matheson
- 트레이시 스피리다코스 - Charlotte "Charlie" Matheson
- 엘리자베스 미첼 - Rachel Matheson
- 그레이엄 로저스 - Danny Matheson
- 잭 오스 - Aaron Pittman
- 다니엘라 알론소 - Nora Clayton
- 잔카를로 에스포시토 - Tom Neville
- J. D. 파도 - Nate
- 데이비드 라이언스 - Sebastian "Bass" Monroe
- 팀 기니 - Ben Matheson
- 애나 라이즈 필립스 - Maggie Foster